# Lennia binoevatus
Lennia binoevatus is een vlinder uit de familie van de dikkopjes (Hesperiidae). De soort is voor het eerst wetenschappelijk beschreven als Proteides binoevatus door Paul Mabille in een publicatie uit 1891.
De soort komt voor in de bossen van Ghana, Nigeria, Kameroen, Gabon, Congo-Brazzaville, Centraal Afrikaanse Republiek en Congo-Kinshasa.